# Lo sciame
Lo sciame è un film del 2020 diretto da Just Philippot con protagonista Suliane Brahim della Comédie Française.
Venne selezionato per la Settimana della critica del Festival di Cannes 2020, poi annullato a causa della pandemia di COVID-19.

## Trama
Per salvare la sua famiglia dalla bancarotta, Virginie, madre single con due figli, alleva in una fattoria in campagna locuste per il loro alto contenuto proteico. Scoperto che per raddoppiare la produzione di insetti è necessario nutrirli con il sangue, la donna si metterà all'opera arrivando perfino al punto di sacrificare se stessa ed il proprio sangue.
Trovando una carcassa di un animale, scopre che la situazione espone la sua famiglia a un pericolo. Finché al lago trovando la figlia intrappolata sotto una barca per proteggersi dallo sciame assassino, si ferisce per attirare col suo sangue gli insetti, permettendo alla figlia di raggiungerla a nuoto.

## Produzione

### Genesi e sviluppo
Lo sciame è il primo lungometraggio diretto da Just Philippot. Il regista è rimasto particolarmente colpito dall'aspetto moderno della sceneggiatura di Jérôme Genevray e Franck Victor: “Quello che mi ha interessato di questa storia è che era un film di oggi, un film che, attraverso la sua dimensione fantastica, parlava direttamente di noi, del grande squilibrio che colpisce il mondo e l'agricoltura in particolare. (…) Tutto inizia quando Virginie si rende conto che deve dare alle sue cavallette qualcosa in più. Non sono pesticidi, non è cibo, è parte di se stessa. È abbandonandosi completamente alla sua produzione che fa esplodere la sua performance (…)  Siamo più su un film di tensione che su un film di genere. Per definirlo più precisamente, direi che è un thriller agricolo che finisce come un film catastrofico".

### Riprese
Le riprese del film hanno avuto luogo nel 2019 e sono durate 35 giorni. Sono state effettuate a Caubeyres, Lot-et-Garonne per le scene riguardanti la fattoria di Virginie e l'interno del suo rez-de-chaussée, e nella regione Auvergne-Rhône-Alpes per le scene degli interni del primo piano della casa di Virginie e per le altre scene all'aperto..

## Distribuzione
Netflix ha acquistato i diritti di distribuzione internazionale del film eccetto che per la Cina, la Spagna e la Francia; e lo ha distribuito in streaming il 6 agosto 2021.

## Accoglienza

### Botteghini
Girato con un budget stimato di 2.800.000 euro, il film ha incassati ai botteghini circa 239.137 euro.

### Critica
Clarisse Fabre di Le Monde sottolinea: "Diciamo che partendo da un dramma contadino, i due co-sceneggiatori Jérôme Genevray e Franck Victor riescono a tessere una storia quanto mai singolare e spaventosa".
Il film ha ricevuto recensioni generalmente favorevoli, secondo Rotten Tomatoes.

## Riconoscimenti
- 2020 - Sitges - Catalonian International Film Festival[10]
  - Premio Speciale della Giuria
  - Miglior attrice
  - Nomination Miglior film
- 2021 - Festival international du film fantastique de Gérardmer[11]
  - Prix de la critique
  - Prix du public